# 히타치노 네스트 맥주
히타치노 네스트 맥주(일본어: 常陸野ネストビール 히타치노네스토비루[*])는 일본 이바라키현 나카시에 소재한 기우치 주조가 제조 및 판매하고 있는 맥주 브랜드명이다.

## 주요 제품
- 앰버 에일 (Amber Ale)
- 바이젠 (Weizen)
- 페일 에일 (Pale Ale)
- 화이트 에일 (White Ale)
- 스위트 스타우트 (Sweet Stout)
- 레드 라이스 (Red Rice)